# میلزبیک
میلزبیک (به هلندی: Milsbeek) یک منطقهٔ مسکونی در هلند است که در خنپ واقع شده‌است. میلزبیک ۲٬۶۴۸ نفر جمعیت دارد.